# Circuito de Guecho 2014
El 69º Circuito de Guecho (14º Memorial Ricardo Otxoa) se disputó el 31 de julio de 2014, sobre un trazado de 170 km. Dicho recorrido consistió en el tradicional circuito urbano de 17 km al que se le dieron 10 vueltas, incluyendo los pequeños cambios establecidos desde la edición del 2011.

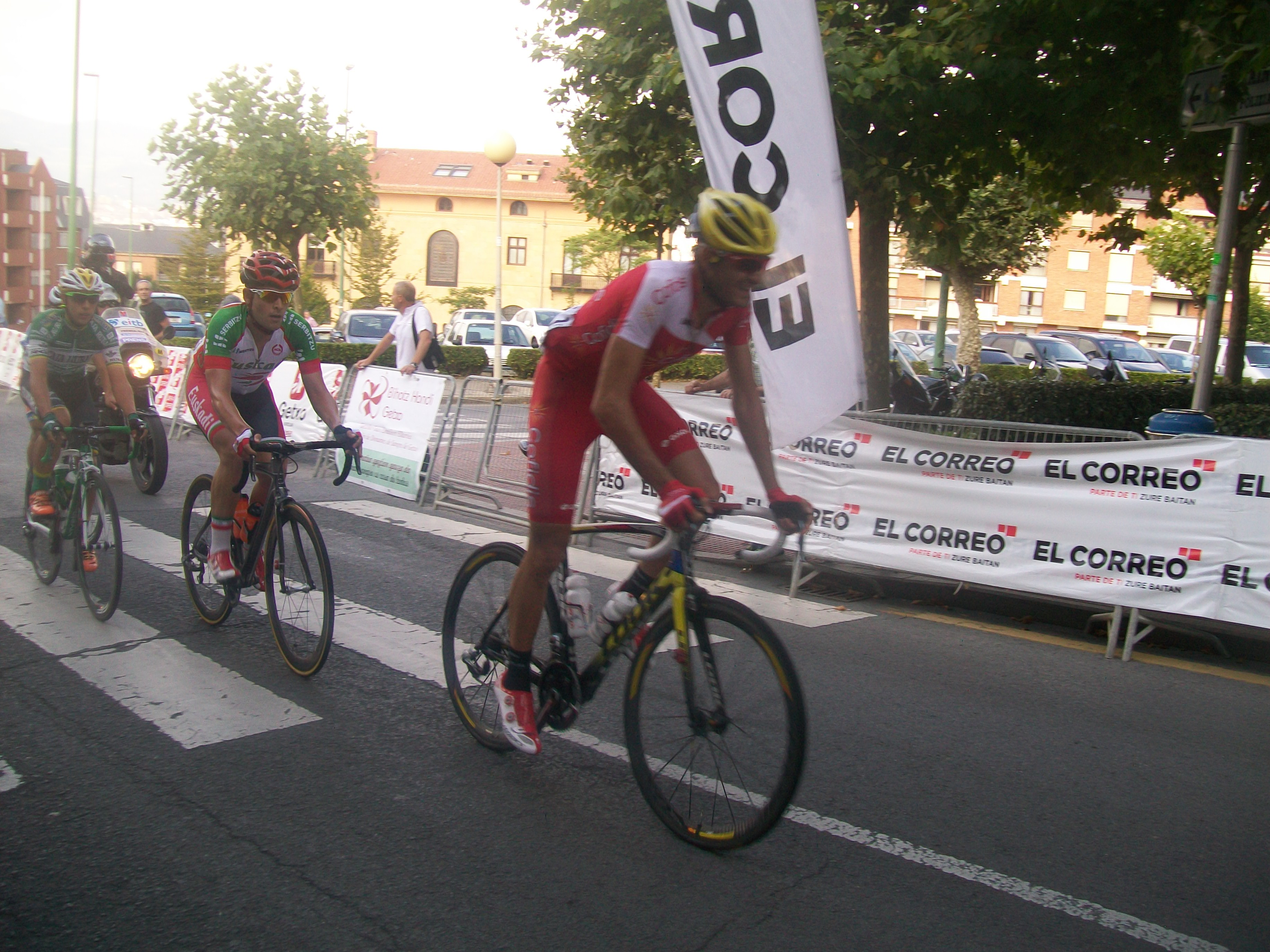
Yoann Bagot, Antonio Molina e Illart Zuazubiskar en el grupo de escapados al finalizar la 1ª vuelta.

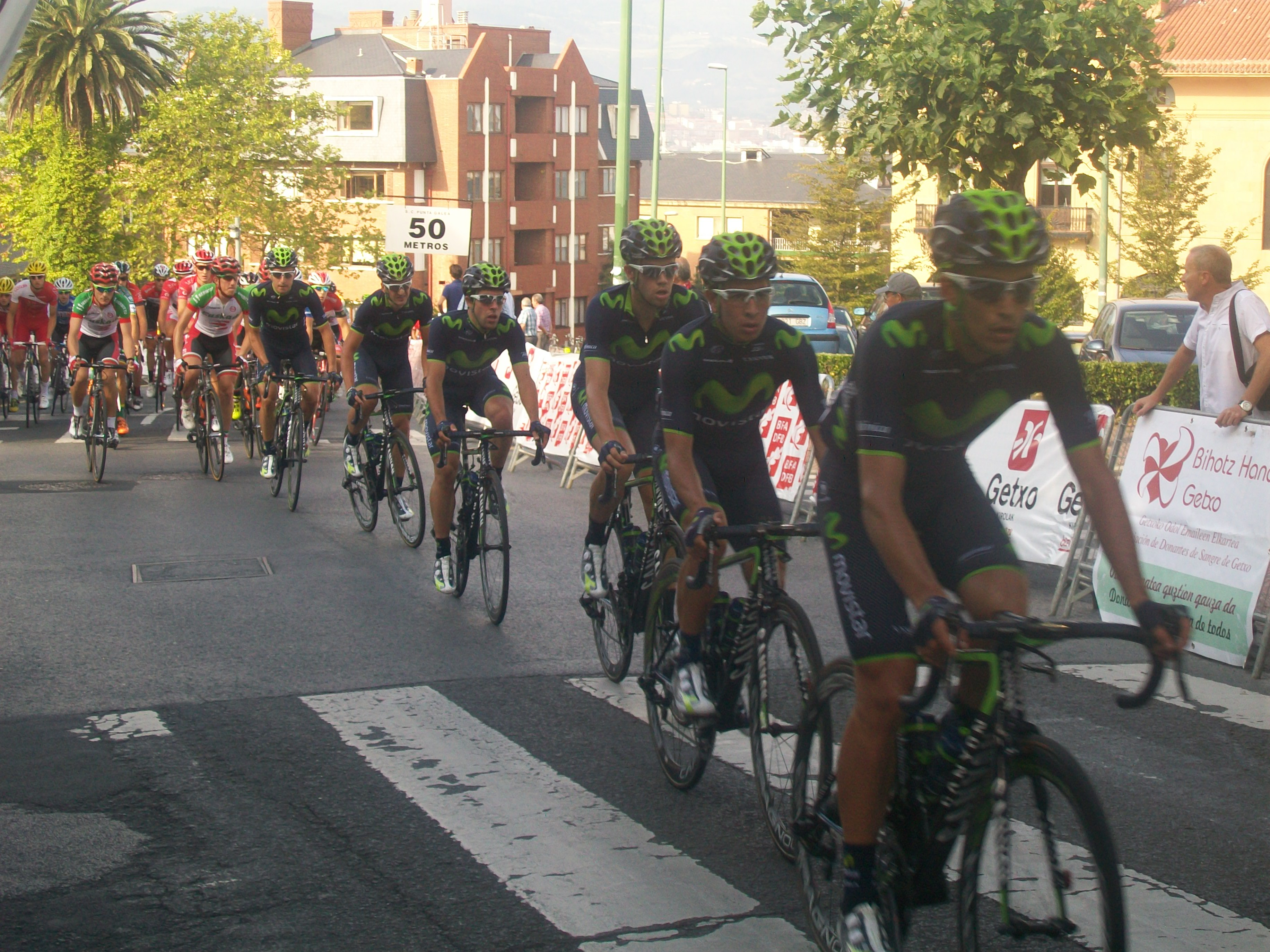
Movistar controlando la carrera.

La prueba perteneció al UCI Europe Tour 2013-2014 de los Circuitos Continentales UCI, dentro de la categoría 1.1.
Participaron 9 equipos. El único equipo español de categoría UCI ProTeam (Movistar Team); el único de categoría Profesional Continental (Caja Rural-Seguros RGA); y los 2 de categoría Continental (Burgos-BH y Euskadi). En cuanto a representación extranjera, estuvieron 5 equipos: el Profesional Continental del Cofidis, Solutions Crédits; y los Continentales del Area Zero Pro Team, MG Kvis-Trevigiani, Keith Mobel-Partizan y Alpha Baltic-Unitymarathons.com. Formando así un pelotón de 65 ciclistas, con entre 6 y 10 (Movistar) corredores cada equipo, de los que acabaron 52. El director de la carrera se lamentó de la ausencia de muchos equipos de categoría ProTeam diciendo que "Son varias las carreras que coinciden con la de Getxo a las cuales deben acudir equipos profesionales"; sin embargo, realmente la carrera solo coincidió con otra carrera a la que pueden participar equipos UCI ProTeam y Profesionales Continentales extranjeros, la Vuelta a Portugal, donde solo participó 1 equipo Profesional Continental (el Caja Rural-Seguros RGA) que también participó en esta prueba.
La fuga principal de la carrera la protagonizaron Yoann Bagot, Antonio Molina -quien se hizo con la clasificación de la montaña-, Delle Stele e Illart Zuazubiskar quienes aguantaron casi las 8 primeras vueltas en cabeza. Tras cazarles se formó un grupo que parecía ser el que se jugaría la prueba con tres corredores del Movistar (Jonathan Castroviejo, José Herrada y Dayer Quintana) y dos del Caja Rural-Seguros-RGA (Lluís Mas y Amets Txurruka) al que posteriormente se les unió Gianluca Leoardi y Andrei Nechita. Sin embargo, la poca colaboración de los corredores del Movistar debido a que consideraron que tenían mejores bazas para ganar en el pelotón provocó un reagrupamiento en la última vuelta que aprovechó Carlos Barbero (tras responder un ataque de Stéphane Poulhiès) para imponerse al sprint por delante de Luca Chirico, segundo, que fue el único que pudo aguantar su rueda. Completó el podio Pello Bilbao, tercero, que llegó a dos segundos encabezando el resto del pelotón.
En las otras clasificaciones secundarias se impusieron MG Kvis-Trevigiani (equipos) -al colocar a los 3 corredores necesarios entre los 8 primeros- Fernando Grijalba (neos) y Pello Bilbao (euskaldunes).

## Clasificación final

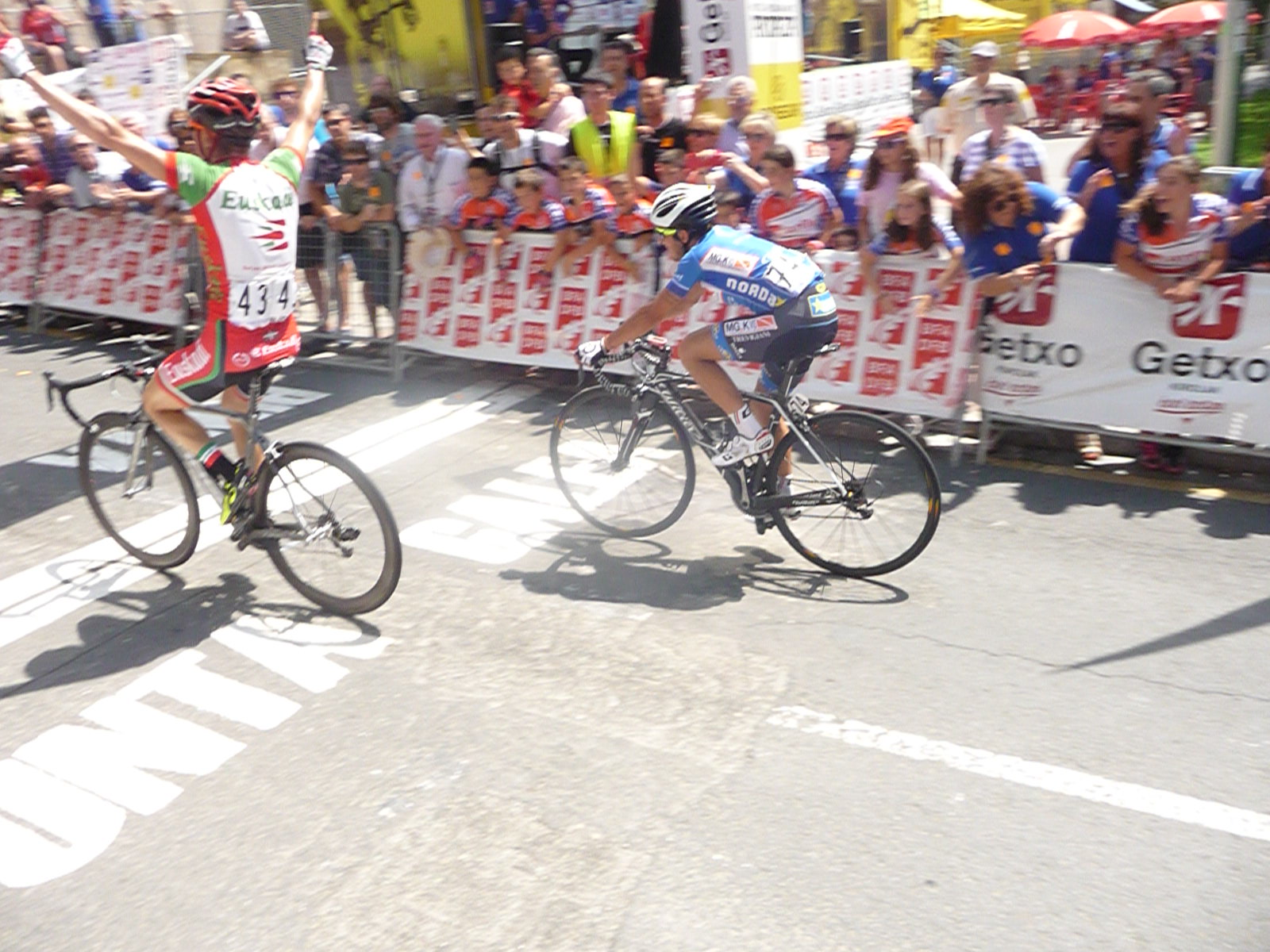
Carlos Barbero ganando en el Circuito de Guecho 2014.

| \| Posición \| Ciclista \| Equipo \| Tiempo \| \| -------- \| ------------------ \| -------------------------- \| --------------- \| \| 1. \| Carlos Barbero \| Euskadi \| 4 h 00 min 28 s \| \| 2. \| Luca Chirico \| MG Kvis-Trevigiani \| m.t. \| \| 3. \| Pello Bilbao \| Caja Rural-Seguros RGA \| a 2 s \| \| 4. \| José Joaquín Rojas \| Movistar \| m.t. \| \| 5. \| Fabio Chinello \| Area Zero \| m.t. \| \| 6. \| Daniele Aldegheri \| MG Kvis-Trevigiani \| m.t. \| \| 7. \| Giovanni Visconti \| Movistar \| m.t. \| \| 8. \| Matteo Busato \| MG Kvis-Trevigiani \| m.t. \| \| 9. \| Beñat Intxausti \| Movistar \| m.t. \| \| 10. \| Stéphane Poulhiès \| Cofidis, Solutions Crédits \| m.t. \| |                    |                            |                 |
| Posición | Ciclista           | Equipo                     | Tiempo          |
| 1. | Carlos Barbero     | Euskadi                    | 4 h 00 min 28 s |
| 2. | Luca Chirico       | MG Kvis-Trevigiani         | m.t.            |
| 3. | Pello Bilbao       | Caja Rural-Seguros RGA     | a 2 s           |
| 4. | José Joaquín Rojas | Movistar                   | m.t.            |
| 5. | Fabio Chinello     | Area Zero                  | m.t.            |
| 6. | Daniele Aldegheri  | MG Kvis-Trevigiani         | m.t.            |
| 7. | Giovanni Visconti  | Movistar                   | m.t.            |
| 8. | Matteo Busato      | MG Kvis-Trevigiani         | m.t.            |
| 9. | Beñat Intxausti    | Movistar                   | m.t.            |
| 10. | Stéphane Poulhiès  | Cofidis, Solutions Crédits | m.t.            |